# Mutō Shūi
 (septembre 2013).
Mutō Shūi (無等 周位) est un peintre japonais du XIVe siècle. Ses dates de naissance et de décès ainsi que ses origines, ne sont pas connues, on sait cependant qu'il est actif à Kyoto.

## Biographie
Dans la doctrine zen, la peinture représentant le portrait du maître est extrêmement importante (chinzō) comme témoin de la filiation doctrinale du maître au disciple. Les moines arrivés au terme de leurs études obtiennent, en guise de diplôme, l'un de ces portraits sur lesquels vient s'inscrire un poème symbolique.
Cette pratique commence tôt au Japon et c'est dans ce genre que les moines-peintres exercent tout d'abord leur génie. Au XIVe siècle, certaines sources littéraires prônent le talent pictural de Mutō Shūi, au sein de l'école du grand maître zen Muzō Soseki (1275-1351), fondateur de plusieurs monastères zen à Kyoto. Le portrait de Muzō par son disciple Mutō, rouleau vertical en couleurs sur soie, conservé au temple Myōchi-in de Kyoto, témoigne des talents de son auteur.
Par l'emploi simplifié de lignes minces et souples, l'artiste saisit avec acuité la personnalité du patriarche dont quelques cheveux blancs aux tempes traduisent l'âge, tandis que le regard assuré et les lèvres fermées signifient la concentration spirituelle. Le moine porte une large robe grise avec un kesa (étole bouddhique) brun sur l'épaule gauche et les contours noirs des vêtements dont les plis sont nets et accentués, confèrent à l'œuvre un rythme agréable, dans une harmonie de couleurs raffinée. Ce portrait reflète assez fidèlement le style réaliste des portraits de la Chine des Song, mais le réalisme dont il est empreint ne l'empêche pas de traduire l'intimité spirituelle qui lie l'artiste à son sujet.